# Губауча
Губауча (рум. Gubaucea) — село у повіті Долж в Румунії. Входить до складу комуни Вела.
Село розташоване на відстані 219 км на захід від Бухареста, 37 км на захід від Крайови.

## Населення
За даними перепису населення 2002 року у селі проживала 741 особа, усі — румуни. Усі жителі села рідною мовою назвали румунську.